# Gading Bain
Gading Bain is een bestuurslaag in het regentschap Mandailing Natal van de provincie Noord-Sumatra, Indonesië. Gading Bain telt 218 inwoners (volkstelling 2010).